# Eupatolitin
Eupatolitin es un compuesto químico. Es un flavonol O-metilado, un tipo de flavonoide. Eupatolitin se puede encontrar en Brickellia veronicifolia y en Ipomopsis aggregata.

## Glucósido
Eupatolin es un glucósido de eupatolitin que contiene una ramnosa unida en la posición 3. Se puede encontrar en Eupatorium ligustrinum.